# Festival international du film d'animation d'Annecy 2021
Le Festival international du film d'animation d'Annecy 2021, 45e édition du festival, se déroule du 14 au 19 juin 2021. En raison de l'annulation de l'édition physique de l'année précédente, le Cinéma du continent africain est de nouveau à l'honneur, et les festivités liées au 60e anniversaire du festival ont été reportées à cette édition. 

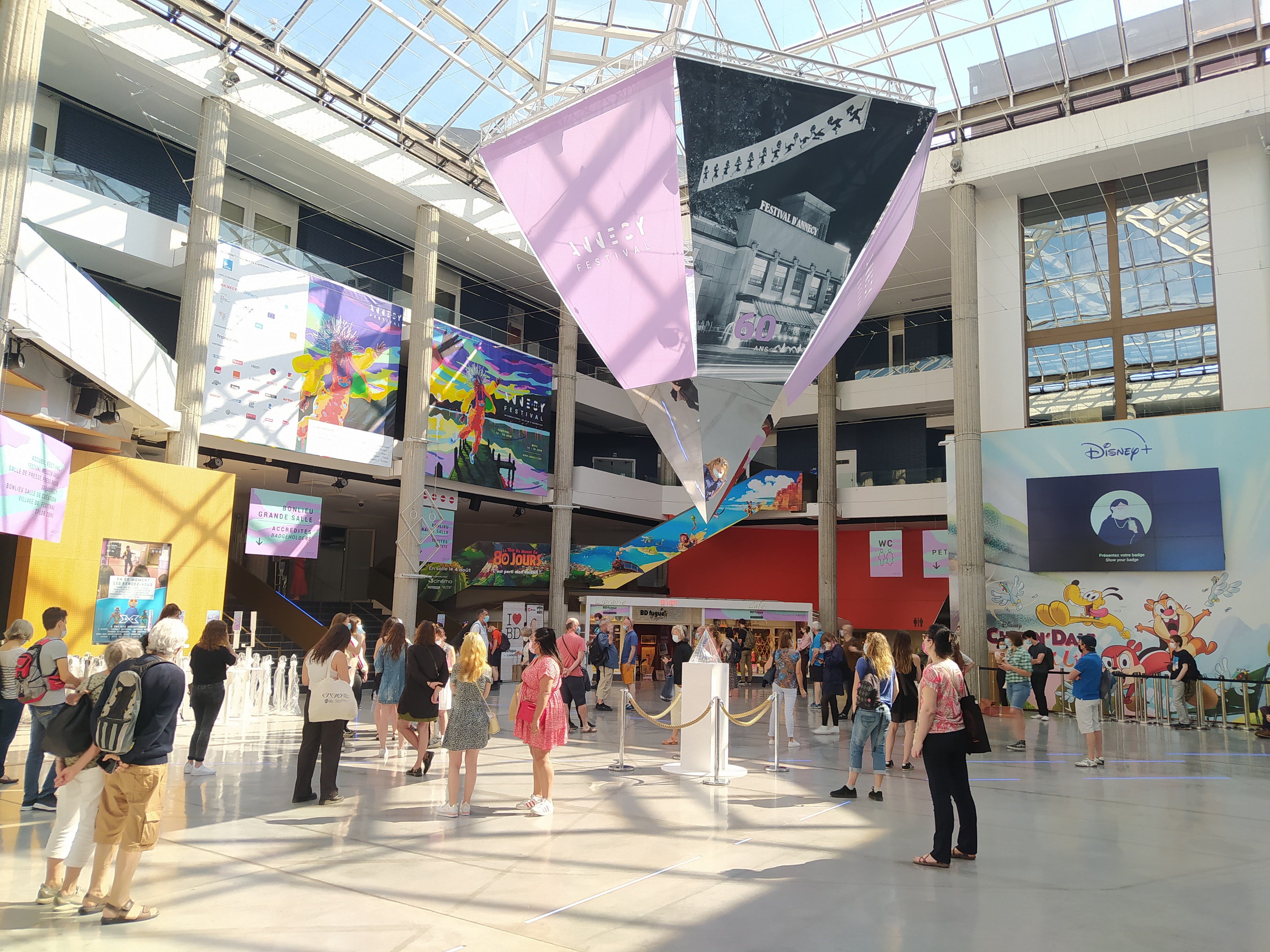
Le centre Bonlieu décoré à l'occasion du 60e anniversaire, lors de cette édition du festival.

Le 19 juin 2021, le palmarès est dévoilé : le court métrage Écorce remporte le Cristal du court métrage, le long métrage Flee remporte le Cristal du long métrage,.

## Jury

### Longs métrages
- Serge Bromberg, producteur,  France
- Rémi Chayé, réalisateur,  France
- Caroline Vie, journaliste,  France

### Courts métrages
- Florencia Di Concilio, compositrice,  France
- Louise Garcia, auteure-réalisatrice,  France
- Éléa Gobbé-Mévellec, réalisatrice,  France

### Films de fin d'études et courts métrages Off-Limits
- Mohamed Ghazala, vice-président de l'Association internationale du film d'animation,  Égypte
- Adrien Merigeau, scénariste et réalisateur,  France
- Soetkin Verstegen, réalisatrice,  Belgique

### Films de télévision et de commande
- Annemie Degryse, distributrice et productrice,  Belgique
- Naddya Adhiambo Oluoch-Olunya, fondatrice des Nalo Studios,  Kenya
- Igor Prassel, directeur artistique et conservateur d'archives cinématographiques,  Slovénie

### Longs métrages Contrechamp
- Maja Gehrig, réalisatrice de films d'animation et enseignante,  Suisse
- Christophe Heral, compositeur,  France
- Jean-Charles Mbotti Malolo, auteur-réalisateur,  France

### Œuvres VR
- Carlos Alberto Gomez Salamanca, directeur artistique,  Colombie
- Momoko Seto, réalisatrice,  Japon et  France
- Theodore Ushev, artiste multimédia et réalisateur,  Canada

### Perspectives
- Moustafa Kabore,  Burkina Faso
- Soujoude Wafa Naami,  Burkina Faso
- Seidou Samba Toure,  Burkina Faso

### Prix André-Martin
- Thomas Fouet
- Christine Gendre
- Jacques Kermabon
- Carolina Lopez
- Dominique Seutin

### Prix Festivals Connexion
- Valentine Bottaro,  France
- Chloé Le Nôtre,  France
- Grégory Tudella,  France

### Prix de la meilleure musique originale
- Florencia Di Concilio,  Uruguay
- Christophe Heral,  France

### FIPRESCI
- Davide Abbatescianni,  Irlande
- Djia Mambu,  Belgique
- Simone Soranna,  Italie

### Prix YouTube
- Cyprien Iov,  France
- Brigitte Lecordier,  France
- Anthony Roux,  France

### Jury Junior

#### Courts métrages
- Édouard Louys, 12 ans,  France
- Julien Le Hong, 12 ans,  France
- Taha-Aziz Ouazzani, 13 ans,  Maroc

#### Films de fin d'études
- Constance Bellot, 14 ans,  France
- Tess Seriyes, 14 ans,  France
- Kelly-Verane Gnakouri, 15 ans,  France
- Doh Daniel Daiga, 14 ans,  France

## Intervenants

### Avant-premières
- Tomm Moore, Stéphan Roelants et Didier Brunner pour Le Peuple Loup
- Yoshiyuki Momose et Yoshiaki Nishimura pour Tomorrow's Leaves
- Elaine Bogan, Ennio Torresan Jr. et Karen Foster pour Spirit : L'Indomptable
- Jan Bubenicek, Denisa Grimmová, Alexandre Charlet et Vladimir Lhoták pour Même les souris vont au paradis
- Mike Rianda, Phil Lord et Chris Miller pour Les Mitchell contre les machines
- Enrico Casarosa et Andrea Warren pour Luca
- Steven de Beul, Ben Tesseur, Jeff Tudor, Annemie Degryse, Bruno Felix et Adrienne Liron pour Coppelia
- Richard Claus, Jose Zelada et Cesar Zelada pour Ainbo, princesse d'Amazonie
- Joanna Priestley pour Jung & Restless
- Stephen Irwin pour Boy Oh Boy
- Samuel Yal pour Envol
- Joe Mateo pour Blush
- Zach Parrish pour Nous, toujours

### Présentations de futures œuvres
- Jonathan Astruc pour Ascenders
- Dorota Kobiela et Sean Bobbitt pour Les Paysans
- Kazuto Nakazawa et Rui Kuroki pour Fena: Pirate Princess
- Éric Serre et Anne-Lise Koehler pour Immersion, nature augmentée
- Sepideh Farsi et Sébastien Onomo pour La Sirène
- Benjamin Massoubre et Amandine Fredon pour Le Petit Nicolas
- Jérémie Périn pour Mars Express
- Jorge Gutiérrez pour Maya and the Three
- José Miguel Ribeiro et Jean-François Bigot pour Nayola
- Alê Abreu et Ernesto Soto pour Perlimps
- Anthony Roux, Jean-Jacques Denis et Patricia Robert pour Princesse Dragon
- Dan Ojari et Mikey Please pour Robin Robin
- Khang Le pour Samurai Rabbit: The Usagi Chronicles
- Pierre Földes pour Saules aveugles, femme endormie
- Emma de Swaef, Marc James Roels, Niki Lindroth von Bahr et Paloma Baeza pour The House
- Alberto Vázquez Rico pour Unicorn Wars

### Conférences
- Clare Knight, Harry Cripps, Megan Nicole Dong, Dominic Bisignano, Chris Bridges, Halcyon Person, Kirk DeMicco, Carlos Zaragoza et James Baxter pour Coup d'œil sur l'animation Kids & Family de Netflix
- Leeger Liu, Qing Fan, Colin Williams, Laurent Witz et David Colin pour Tencent Video : coup d'œil sur les coproductions européennes
- Marc Tanenbaum, Michaël Bolufer et Julien Diderjean pour La Puissance au service de l'animation avec les tout derniers outils de Unity pour les réalisateurs
- Nick Kroll, Jennifer Flackett, Mark Levin, Andrew Goldberg, Kelly Galuska, Alex Hirsch, Shion Takeuchi, Mike Moon et Elizabeth Porter pour Netflix Adult Animation présente : étoiles montantes et supernovas
- Dylan Thomas, Kohei Obara, Rui Kyo, Motonobu Hori, Kwang Il Han, Lauren Schmidt Hissrich, Beau Demayo et Mari Yamazaki pour Netflix Anime : une célébration de l'anime
- Marcel Jean, Chris Robinson, Daniel Suljic, Kōji Yamamura et Mitsuko Okamoto pour Les Festivals d'animation en mutation
- Jeff Schon, Betty Sulty-Johnson, Ibee Ndaw, Laza Razanajatovo et Mounia Aram pour Faire voyager l'animation et les histoires africaines : la distribution et la diffusion de l'animation africaine
- Marie Altmayer et Christophe Pecot pour Archipel : promouvoir et vendre votre contenu, du line-up jusqu'au catalogue
- Mathilde Yagoubi, Emmanuel Bernard et Olivier Gaudino pour Des collaborations en plein essor entre le jeu vidéo et l'animation
- Kay Carmichael, Dianne Makings et Jeroen Van't Hoofd pour Session live de Wacom : la création de Troll Girl dans ses moindres détailes - un court métrage sud-africain par les studios GiantSlayer et Triggerfish
- Guillermo del Toro, Chad Hammes, Andrew Schmidt, Fransisco Ruiz Velasco et Johane Matte pour Studio Focus consacré à DreamWorks Animation Television
- Julie Roy, Christine Noël, Joanna Quinn, Les Mills, Claude Cloutier, Andrea Dorfman, Mike Maryniuk, Uri Kranot et Michelle Kranot pour The National Film Board of Canad: Driven by Characters
- Jose Luis Farias Gomez, Enric Sant, Maria Burgués, Rubén Fernãndez, Joaquin Martinez Perez et Manuel Cristobal pour Next Lab : technologies disruptives dans l'industrie de l'animation
- Yann Moriaud pour Aquarium, la solution nodale, connectée et cross-productions
- JP Vine, Sarah Smith[Laquelle ?], Octavio Rodriguez, Julie Lockhart, David Burrows et Peter Baynham pour Locksmith Animation : présentation du studio CG de Londres et de leur premier film pour le cinéma Ron débloque
- Jennifer Lee, Ziki Nelson, Tolu Olowofoyeku, Hamid Ibrahim, Natalie Nourigat et Marlon West pour Les Studios d'animation Walt Disney et Kugali présentent Iwájú
- Hélène Etzi et Orion Ross pour Disney EMEA Animation Studio Focus
- Lucie Recalde, Mar Saez, Philippe Reynaert, Godefroy Vujicic et Flore de Bayser pour Un Q&A avec ALICE, l'Animation League for Increased Cooperation in Europe
- Glen Southern et Ian Sayers pour Xencelabs : outils de dessin numérique pour les créatifs par des créatifs
- Mark Koetsier, Rob Minkoff, Eamonn Butler, David Rosenbaum, Cinzia Angelini, David Silverman, David Feiss et Conrad Vernon pour 8 réalisateurs de renom dévoilent 5 nouveaux blockbusters !
- Arnaud Colinart et Morgan Bouchet pour Être submergé par l'écran : l'émotion, la créativité et les technologies VR
- Mike McMahan, Barry J. Kelly, Kevin Hageman, Dan Hageman, Ben Hibon, RJ Fried, Brad Neely, Katie Krentz et Alec Botnick pour Paramount+ présente : l'univers Star Trek et l'expansion de CBS Studios dans l'animation
- Hideaki Tsukada et Riku Sanjo pour Le Défi du 50e anniversaire du légendaire superhéros japonais de Tokusatsu
- Signe Baumane, Joanna Quinn, Martina Scarpelli et Jayne Pilling pour L'Animation au corps
- Enrico Casarosa, Andrea Warren, Jonas Rivera, Domee Shi et Lindsey Collins pour Les Studios d'animation Pixar présentent : Andiamo ! Vers l'Italie et au-delà avec la présentation des coulisses de Luca et plus encore
- Aaron Augenblick, John Pagano, Caroline Baldeyrou, Éric Garandeau et Yann Marchet pour Mobile First : comment créer du contenu pour mobile… nativement ?
- Félicie Haymoz, Deb Cook, Emron Grover, Neysa Bove et Lucas Delattre pour Sapés et animés comme jamais
- Samia Chelbi, Lesley Donna Williams, Feben Woldehawariat, Charles Houdart, Wilfred Kiumi et Mohamed Zoghlami pour Comprendre l'animation africaine : la collaboration au cœur des stratégies d'aujourd'hui et de demain (formation et technologies)
- Olivier Madiba, Adja Maria Mahre Sanogoh Epse Soro, Nick Wilson, Ariane Suveg, Lucrezia Bisignani et Yann Marchet pour Comprendre l'animation africaine : la collaboration au cœur des stratégies d'aujourd'hui et de demain (production et distribution)
- Shamik Majumdar, Sébastien Onomo, Jane Wu, Ng'endo Mukii et Eleanor Coleman pour Inclusion et représentation : paroles d'acteurs et actrices du changement
- Léon Berelle, Rodolphe Chabrier, Sidney Kombo, Nina Ward et Olivier Emery pour Doubles numériques et "virtual beings" : la technologie au cœur de l'acting
- Mathilde Bresson, Björn Heerwagen, Stéphane Battaille et Cynthia Vergon pour Sortir de l'écran : comment donner vie à vos IPs
- Vincent Florant, Delphine Maury, Guillaume Hellouin, Julia Parfitt, Lucia Recalde, Luigi Latini et Yann Marchet pour L'Image animée face au défi écologique : approches éditoriales et bonnes pratiques de production
- Tomm Moore, Michael Dudok De Wit, Sofia Alexander, Bruno Forzani, Hélène Cattet, Manny Hernandez et Alexis Hunot pour L'Influence de l'animation japonaise sur la création animée internationale
- Valérie Yendt, Chloé Delaporte, Sylvain Bethenod, Carole Baraton, Cyril Désiré, Luce Grosjean et Anne Pouliquen pour Objectif jeunes au cinéma : l'animation peut-elle être le moteur du renouvellement des publics en salle ?

### Making-of
- Tom McGrath, Jeff Hermann, Ramone Zibach et Théophile Bondoux pour Baby Boss 2 : Une affaire de famille
- Tim Miller, Jennifer Yuh Nelson, David Fincher et Jerome Denjean pour Love, Death and Robots
- Elaine Bogan, Ennio Torresan Jr., Karen Foster et Paul Duncan pour Spirit : L'Indomptable
- Erick Oh, Maureen Fan, Eric Darnell, Larry Cutler pour Namoo

### Dédicaces
- Ulysse Malassagne
- Laurent Durieux
- Jean-Charles Mbotti Malolo
- Tot
- Arthur de Pins
- Boulet

## Sélection

### Longs métrages

#### Sélection officielle
| Titre                                                        | Réalisation                                | Pays                               |
| ------------------------------------------------------------ | ------------------------------------------ | ---------------------------------- |
| Flee                                                         | Jonas Poher Rasmussen                      | France, Danemark, Norvège et Suède |
| Hayop Ka! The Nimfa Dimaano Story                            | Avid Liongoren                             | Philippines                        |
| Jiang Ziya: The Legend of Deification                        | Wei Li et Teng Cheng                       | Chine                              |
| Josée, le Tigre et les Poissons Josee to Tora to Sakanatachi | Kotaro Tamura                              | Japon                              |
| La Traversée                                                 | Florence Miailhe                           | France, Allemagne et Tchéquie      |
| Lamya's Poem                                                 | Alex Kronemer                              | États-Unis et Canada               |
| Ma famille afghane                                           | Michaela Pavlatova                         | Tchéquie et France                 |
| Poupelle of Chimney Town                                     | Yusuke Hirota                              | Japon                              |
| Petit Moutard Rotzbub                                        | Marcus Rosenãœller et Santiago Lopez Jover | Allemagne et Autriche              |
| Ma mère est un gorille (et alors ?) The Ape Star             | Linda Hambäck                              | Danemark, Norvège et Suède         |
| The Deer King                                                | Masashi Ando et Masayuki Miyaji            | Japon                              |

#### Contrechamp
| Titre                                  | Réalisation             | Pays               |
| -------------------------------------- | ----------------------- | ------------------ |
| Absolute Denial                        | Ryan Braund             | Royaume-Uni        |
| Archipel                               | Félix Dufour-Laperrière | Canada             |
| Bob Cuspe - Nós Não Gostamos de Gente  | César Cabral            | Brésil             |
| Butte aux poulets Chicken of the Mound | Xi Chen                 | Allemagne et Chine |
| City of Lost Things                    | Chih-Yen Yee            | Taïwan             |
| Climbing                               | Hye-mi Kim              | Corée du Sud       |
| Cryptozoo                              | Dash Shaw               | États-Unis         |
| Le Mont Fuji vu d'un train en marche   | Pierre Hébert           | Canada             |
| Meu Tio José                           | Ducca Rios              | Brésil             |

### Courts métrages

#### Sélection officielle
| Titre                                                      | Réalisation                                 | Pays                         |
| ---------------------------------------------------------- | ------------------------------------------- | ---------------------------- |
| L'Art dans le sang - Affairs of the Art                    | Joanna Quinn                                | Royaume-Uni et Canada        |
| Angakuksajaujuq                                            | Zacharias Kunuk                             | Canada                       |
| Bête - Bestia                                              | Hugo Covarrubias                            | Chili                        |
| Boxballet                                                  | Anton Dyakov                                | Russie                       |
| Ce qui résonne dans le silence                             | Marine Blin                                 | France                       |
| Comeback                                                   | Vladimir Leschiov                           | Lettonie et Lituanie         |
| Concatenation                                              | Donato Sansone                              | Italie                       |
| Concatenation 2: Olympic Games                             | Donato Sansone                              | Italie                       |
| Conversations with a Whale                                 | Anna Bergmann                               | Allemagne                    |
| Dad is Gone                                                | Pere Ginard                                 | Espagne                      |
| Dans la nature                                             | Marcel Barelli                              | Suisse                       |
| Le Journal de Darwin - Darwin's Notebook                   | Georges Schwizgebel                         | Suisse                       |
| Le Conducteur de train - Der Lokführer                     | Zuniel Kim et Christian Wittmoser           | Allemagne                    |
| Easter Eggs                                                | Nicolas Keppens                             | Belgique, France et Pays-Bas |
| Écorce                                                     | Samuel Patthey et Sylvain Monney            | Suisse                       |
| Have a Nice Dog!                                           | Jalal Maghout                               | Allemagne et Syrie           |
| Hold Me Tight                                              | Mélanie Robert                              | Belgique et France           |
| Horacio                                                    | Caroline Cherrier                           | France                       |
| À la maison - How to Be at Home                            | Andrea Dorfman                              | Canada                       |
| Huang Jin Chi Ren La                                       | Xia Su                                      | Chine                        |
| I Gotta Look Good for the Apocalypse                       | Ayce Kartal                                 | Turquie et France            |
| Nuit de juin - June Night                                  | Mike Maryniuk                               | Canada                       |
| Le Rêve de Kafka - Kafkayi eraz                            | David Babayan                               | Arménie                      |
| L'Amour en plan                                            | Claire Sichez                               | France                       |
| Le Monde en soi                                            | Sandrine Stoïanov et Jean-Charles Finck     | France                       |
| Le Réveil des insectes                                     | Stéphanie Lansaque et François Leroy        | France                       |
| Mauvaises Herbes                                           | Claude Cloutier                             | Canada                       |
| MeTube 3: August Sings "Una furtiva lagrima"               | Daniel Moshel                               | Autriche                     |
| Maman - Mom                                                | Kajika Aki                                  | France                       |
| No Leaders Please                                          | Joan Gratz                                  | États-Unis                   |
| O                                                          | Paul Wenninger                              | Autriche et France           |
| Il est temps - On Time                                     | Zbigniew Czapla                             | Japon et Pologne             |
| Opera                                                      | Erick Oh                                    | Corée du Sud                 |
| People in Motion                                           | Christoph Lauenstein et Wolfgang Lauenstein | Allemagne                    |
| See Me                                                     | Patty Stenger et Yvonne Kroese              | Pays-Bas                     |
| shapes.colours.people. and floatingdown                    | Peter Millard                               | Royaume-Uni                  |
| Sous la peau, l'écorce                                     | Franck Dion                                 | France                       |
| Sve te senzacije u mom trbuhu                              | Marko Djeska                                | Croatie et Portugal          |
| Swallow the Universe                                       | Luis Nieto                                  | France                       |
| Ils dancent with Their Heads - They Dance with Their Heads | Thomas Corriveau                            | Canada                       |
| Tío                                                        | Juan Medina                                 | Mexique                      |
| Unanswered Telephone                                       | Seunn Lee                                   | Corée du Sud et Tchéquie     |
| Vadim na progulke                                          | Sasha Svirsky                               | Russie                       |
| Zoizoglyphes                                               | Jeanne Apergis                              | France                       |

#### Perspectives
| Titre                                                   | Réalisation                               | Pays                    |
| ------------------------------------------------------- | ----------------------------------------- | ----------------------- |
| Un garçon que je n'ai jamais connu - A Boy I Never Knew | Daria Dedok                               | Biélorussie et Tchéquie |
| Amayi                                                   | Subarna Das                               | Inde                    |
| Chasse Galerite                                         | Brian Hawkins                             | États-Unis              |
| Clara with a Mustache                                   | Ilir Blakcori                             | Kosovo                  |
| Congregation                                            | Nick Simpson                              | Australie               |
| Divare Chaharom                                         | Mahboobeh Kalaee                          | Iran                    |
| Fainanın sirri                                          | Durna Safarova                            | Azerbaïdjan             |
| I am Chuma                                              | Clea Mallinson et Wendy Spinks            | Afrique du Sud          |
| La copia feliz del edén                                 | Samuel Restucci et Emilio Romero          | Chili                   |
| La prima cosa                                           | Shira Ukrainitz et Omar Razzak            | Espagne et France       |
| Il pleut - Llueve                                       | Carolina Corral et Magali Rocha Donnadieu | Mexique                 |
| Lolos                                                   | Marie Valade                              | Canada                  |
| Magutny Bozha: Prayer for Belarus                       | Yulia Ruditskaya                          | Biélorussie             |
| Malumore                                                | Loris Giuseppe Nese                       | Italie                  |
| Village abandonné - Mitovebuli Sofeli                   | Mariam Kapanadze                          | Géorgie                 |
| Play the Game                                           | Sandra Mounir                             | Égypte                  |
| Quarantine                                              | Ivan Andreevski                           | Macédoine du Nord       |
| Room 5                                                  | Francis Yushau Brown                      | Ghana                   |
| Swipe                                                   | Arafat Mazhar                             | Pakistan                |
| Tamgù                                                   | Isabel Loyer et Luis Paris                | Argentine et France     |
| Wochenbett                                              | Henriette Rietz                           | Allemagne               |
| Y'a bon ?                                               | Marc Faye                                 | France                  |

#### Jeune public
| Titre                                                                       | Réalisation                                              | Pays             |
| --------------------------------------------------------------------------- | -------------------------------------------------------- | ---------------- |
| Bémol                                                                       | Oana Lacroix                                             | Suisse           |
| Inkt                                                                        | Erik Verkerk et Joost van den Bosch                      | Pays-Bas         |
| Itchy the Camel: Tennis Ball                                                | Anders Beer et Ph Dallaire                               | Canada           |
| Kiko et les Animaux                                                         | Yawen Zheng                                              | France et Suisse |
| Méga méga méga méga fête                                                    | Collectif 14 enfants, Louise-Marie Colon et Simon Medard | Belgique         |
| Pob oblakami                                                                | Vasilisa Tikunova                                        | Russie           |
| Printsessa y bandit                                                         | Sosnina Mariya et Mikhail Aldashin                       | Russie           |
| Rawr                                                                        | Sorcha McGlinchey                                        | Irlande          |
| Temps de cochon                                                             | Emmanuelle Gorgiard                                      | France           |
| The Wonderful Story of Aisha, Ali and Flipflopi the Multicoloured Dhow Boat | Kwame Nyong'o                                            | Kenya            |
| Tulip                                                                       | Phoebe Wahl et Andrea Love                               | États-Unis       |
| Un caillou dans la chaussure                                                | Éric Montchaud                                           | France et Suisse |

#### Off-Limits
| Titre                                      | Réalisation               | Pays                       |
| ------------------------------------------ | ------------------------- | -------------------------- |
| Cause of Death                             | Jyoti Mistry              | Afrique du Sud et Autriche |
| Dissolution Prologue (Extended Version)    | Siegfried A. Fruhauf      | Autriche                   |
| Hum Drum                                   | Patrick Bokanowski        | France                     |
| Maalbeek                                   | Ismaël Joffroy-Chandoutis | France                     |
| Panic                                      | Helen Ora                 | Lettonie                   |
| Scum Mutation                              | Ov                        | France                     |
| There Must Be Some Kind of Way Out of Here | Rainer Kohlberger         | Autriche                   |
| Tunable Mimoid                             | Vladimir Todorovic        | Australie                  |

### Films de télévision
| Titre                          | Épisode                                                                           | Réalisation                                                                    | Pays                                             |
| ------------------------------ | --------------------------------------------------------------------------------- | ------------------------------------------------------------------------------ | ------------------------------------------------ |
| Animaniacs                     | Suspended Animation                                                               | Scott O'Brien et Katie Rice                                                    | États-Unis                                       |
| At Home                        | Ksiezyc                                                                           | Tomek Popakul                                                                  | Pologne                                          |
| Ballmastrz: 9009               | Children of the Night Serenade Wet Nurse of Reprisal: Scream Bloodsucker, Scream! | Christy Karacas                                                                | États-Unis                                       |
| Bobaski i Miś                  | Baloniki                                                                          | Marek Skrobecki                                                                | Pologne                                          |
| Boon et Pimento                | Pataplouf                                                                         | Robin Beaumont et Paul Szajner                                                 | France                                           |
| Chip 'n Dale: Park Life        | The Ghost                                                                         | Jean Cayrol                                                                    | France                                           |
| Désenchantée                   | Le Grand Plongeon                                                                 | Dwayne Carey-Hill, Peter Avanzino, Scott Vanzo, Lauren MacMullan et Jeff Myers | États-Unis                                       |
| Japan Sinks 2020               | Le Début de la fin                                                                | Masaaki Yuasa                                                                  | Japon                                            |
| Jésus, l'histoire d'une Parole | Au désert                                                                         | Antoine Robert                                                                 | France                                           |
| Kenda                          | Le Candidat idéal                                                                 | Stéphane Mendonça                                                              | Côte d'Ivoire et France                          |
| Kinderwood                     | What Sounds Like Thunder                                                          | Otto Tang et Allison Craig                                                     | États-Unis                                       |
| Konigiri-Kun Concert           | Konigiri-Kun Concert                                                              | Mari Miyazawa                                                                  | Japon                                            |
| Labuntina                      | Halloween                                                                         | Valentina Ventimiglia                                                          | Royaume-Uni                                      |
| Language Full of Colours       | Who's on a Lead?                                                                  | Stepan Koval                                                                   | Ukraine                                          |
| Little Tami's Book             | Janitor                                                                           | Henry Zhuang et Harry Zhuang                                                   | Singapour                                        |
| Maman pleut des cordes         | Maman pleut des cordes                                                            | Hugo de Faucompret                                                             | France                                           |
| Masha et Michka                | Wheels on the Bus                                                                 | Dina Maltseva                                                                  | Russie                                           |
| Monsieur Flap                  | Home Sweet Home                                                                   | Brice Chevillard et Nicolas Athané                                             | France                                           |
| Moominvalley                   | November                                                                          | Steve Box                                                                      | Finlande et Royaume-Uni                          |
| Mush-Mush                      | The Guardian of the Forest                                                        | Joeri Christiaen                                                               | Belgique et France                               |
| Pompon Ours                    | Ourson migrateur                                                                  | Matthieu Gaillard                                                              | France                                           |
| Stillwater                     | The Impossible Dream                                                              | Jun Falkenstein                                                                | États-Unis                                       |
| Le Snoopy Show                 | Happiness Is a Dancing Dog                                                        | Rob Boutilier, Ridd Sorensen, Behzad Mansoori-Dara et Steven Envangelatos      | États-Unis                                       |
| Twende                         | Smoothie Operator                                                                 | Mike Scott                                                                     | Afrique du Sud, États-Unis, Kenya et Royaume-Uni |
| Vanille                        | Vanille                                                                           | Guillaume Lorin                                                                | France et Suisse                                 |
| Zog and the Flying Doctors     | Zog and the Flying Doctors                                                        | Sean Mullen                                                                    | États-Unis                                       |

### Films de commande
| Artiste / Produit / Marque                                                  | Titre                                                                       | Réalisation                                              | Pays                                 |
| --------------------------------------------------------------------------- | --------------------------------------------------------------------------- | -------------------------------------------------------- | ------------------------------------ |
| Adult Swim Smalls                                                           | Xmas Is Candelled                                                           | Will Anderson et Ainslie Henderson                       | Royaume-Uni                          |
| Agnus Dei                                                                   | Agnus Dei                                                                   | Vergine Keaton                                           | France                               |
| De l'eau pour Ayutla - Agua para Ayutla                                     | De l'eau pour Ayutla - Agua para Ayutla                                     | Azucena Castillo, Yasmin Islas et Elisa Hernandez        | Mexique                              |
| ALIMA                                                                       | AFRI-CAN                                                                    | Daniel Bruson et Théo Gottlieb                           | France et Brésil                     |
| Animafest Zagreb 2020                                                       | Festival Trailer                                                            | Yoriko Mizushiri                                         | Croatie                              |
| Between Hunters and Foxes                                                   | Between Hunters and Foxes                                                   | Ben Sinclair                                             | Royaume-Uni                          |
| Brawl Stars                                                                 | Piper's Sugar & Spice!                                                      | Sammy Moore et Ewen Stenhouse                            | États-Unis                           |
| Breast Cancer Now                                                           | A Love/Hate Relationship                                                    | Anna Ginsburg                                            | Royaume-Uni                          |
| End of the Line                                                             | End of the Line                                                             | Hera Hallsdottir                                         | Danemark                             |
| Gala                                                                        | Parallel Lines                                                              | Nina Paley                                               | États-Unis                           |
| Gates Notes                                                                 | Mosquito Week                                                               | Adam Pesapane                                            | États-Unis                           |
| Graham Nash                                                                 | Un petit secret vulgaire - Dirty Little Secret                              | Jeff Scher                                               | États-Unis                           |
| Hjelp, vi har en blind pasient                                              | Hjelp, vi har en blind pasient                                              | Robin Jensen                                             | Norvège                              |
| Kai                                                                         | A Little Too Much                                                           | Martina Scarpelli                                        | États-Unis                           |
| Kriill                                                                      | Hurt People Hurt People                                                     | Félicien Colmet-Daage                                    | France                               |
| L'Oreille musicale - The Musical Ear                                        | L'Oreille musicale - The Musical Ear                                        | Margot Reumont                                           | Belgique                             |
| Linoleum 2020                                                               | Becoming Human                                                              | Mykyta Lyskov                                            | Ukraine                              |
| Lookyan                                                                     | Polymorphie - Polymorphia                                                   | Vladislav Parovozov                                      | Russie                               |
| Los Viejos                                                                  | Drop al infierno                                                            | Esteban Azuela                                           | Mexique                              |
| Maison Book Girl                                                            | Kanashimi No Kodomotachi                                                    | Mirai Mizue                                              | Japon                                |
| Moholymotion                                                                | Moholymotion                                                                | Éva Darabos, Melinda Kádár, Lili Korcsok et Borbála Mákó | Hongrie                              |
| Niet thuis - Loin de la maison                                              | Rob                                                                         | Sophia Twigt                                             | Pays-Bas                             |
| Covid-19 : comment réduire sa propagation ? - Physical Distancing Explained | Covid-19 : comment réduire sa propagation ? - Physical Distancing Explained | Salvador Maldonado                                       | Burkina Faso et Royaume-Uni          |
| Pune Design Festival 2021                                                   | Signature Film                                                              | Suresh Eriyat                                            | Inde                                 |
| S+C+A+R+R                                                                   | I Had to Leave                                                              | Jack Antoine Charlot                                     | France                               |
| Sparks                                                                      | One for the Ages                                                            | Chintis Lundgren                                         | Estonie                              |
| Stine Sofies stiftelse: VALG                                                | Stine Sofies stiftelse: VALG                                                | Hanne Berkaak                                            | Norvège                              |
| Stories from the Inside, Hospital Care for People in Prisons                | Stories from the Inside, Hospital Care for People in Prisons                | Tezo Don Lee et Magnus Lenneskog                         | Royaume-Uni                          |
| TED-Ed                                                                      | The Rashomon Effect                                                         | Jeremiah Dickey                                          | États-Unis                           |
| TED-Ed                                                                      | Why Didn't This Body Decompose?                                             | Ivana Bosnjak et Thomas Johnson                          | États-Unis et Croatie                |
| Tell Your Story                                                             | Steven                                                                      | Robertino Zambrano                                       | Australie, États-Unis et Royaume-Uni |
| Zubroffka Film Festival                                                     | Trailer                                                                     | David Stumpf                                             | Pologne et Slovaquie                 |

### Films de fin d'études
- $75,000 de Moïse Togo ( France et  Mali),
- A Film about a Pudding de Roel Van Beek ( Royaume-Uni),
- Avant de Marcell Mostoha ( Hongrie),
- Bestie wokol nas de Natalia Durszewicz ( Pologne),
- Ciervo de Pilar Garcia-Fernandezsesma ( États-Unis),
- Coffin de Yuanqing Cai, Mikolaj Janiw, Houzhi Huang, Nathan Crabot, Mandinby Lebon et Théo Tran Ngoc ( France),
- Contraindre d'Antoine Fontaine et Galdric Fleury ( France),
- Cyber-Eve de Katya Mikheeva ( Russie),
- Don't Drop the Goose de Jurie Visagie ( Afrique du Sud),
- Drawn Undrew Draw d'Angel Wu ( Taïwan),
- Eyes and Horns de Chaerin Im ( États-Unis,  Allemagne et  Corée du Sud),
- Film Found de Claudia Munksgaard-Palmqvist ( Norvège et  Danemark),
- Forever de Mitch McGlocklin ( États-Unis),
- Furia de Julia Siuda ( Pologne),
- Girl in the Water de Shih-Rou Huang ( Taïwan),
- Help Me It's Dark in Here de James Cheetham ( Royaume-Uni),
- Hippocampus de Zehao Li ( Chine),
- Jagged James de Christian Stewart ( Irlande),
- Jelszó a *********-hoz d'Adél Szegedi ( Hongrie),
- Kata no Ato de Momoka Furukawahara ( Japon),
- Kula de Suncana Brkulj ( Croatie),
- La Confiture de papillons de Shih-Yen Huang ( France et  Taïwan),
- Les Yeux grands ouverts de Laura Passalacqua ( France),
- Mon ami qui brille dans la nuit de Grégoire de Bernouis, Jawed Boudaoud, Simon Cadilhac et Hélène Ledevin ( France),
- Morning Grass d'Alina Milkina ( Pays-Bas),
- Mulm de Carol Ratajczak et Tobias Trebeljahr ( Allemagne),
- Needs de Júlia Lerch ( Hongrie),
- Oderwanie de Sylwia Zawila ( Pologne),
- Oh Babe, It's a Wild World de Coline Durtschi-Guillemot ( France),
- Ontbinding de Dries Bogaert ( Belgique),
- Reise de Heimo Linder ( Autriche),
- Scaphoïde et Métacarpes de Théo Guyot ( Belgique),
- Sestry d'Andrea Szelesova ( Tchéquie),
- Sobaki pakhnut morem d'Anastasiya Lisovets ( Russie),
- Soft Animals de Renee Zhan ( Royaume-Uni),
- Space de Zhong Xian ( Royaume-Uni),
- Strange Occurences: Bukit Bulabu de Shi Teng Wong, Gloria Yeo et Hana Lee ( Singapour),
- Summer, Summer de Ruihong Tang ( Chine),
- Sužanj d'Igor Đurić ( Bosnie-Herzégovine),
- Sweet Nothing de Joana Fischer et Marie-Christine Kenov ( Suisse),
- Świątynia Ukwiału de Justyna Pazdan ( Pologne),
- The Mannequin Talk Show de Ji-hye Min ( Corée du Sud),
- Underwater Love de Veronica Martiradonna, Andrea Falzone et Maria Cristina Fiore ( Italie),
- Vacuidad d'Eduardo Gallardo ( Mexique),
- Vidéo noire de Ha-eun Sung ( Corée du Sud),
- VO de Nicolas Gourault ( France),
- Zieleń de Karolina Kajetanowicz ( Pologne)

### Œuvres VR
| Titre                                    | Réalisation                                                    | Pays                          |
| ---------------------------------------- | -------------------------------------------------------------- | ----------------------------- |
| 4 Feet High VR                           | Maria Belen Poncio, Rosario Perazolo Masjoan et Damian Turkieh | Argentine et France           |
| Biolum                                   | Abel Kohen                                                     | Allemagne et France           |
| Dislokacije                              | Veljko et Milivoj Popovic                                      | Croatie et France             |
| Madrid Noir                              | James A. Castillo                                              | France et Royaume-Uni         |
| Paper Birds                              | Federico Carlini et German Heller                              | Argentine                     |
| Recoding Entropia                        | François Vautier                                               | France                        |
| Remplacements (Penggantian)              | Jonathan Hagard                                                | Allemagne, Indonésie et Japon |
| Strands of Mind                          | Adrian Meyer                                                   | Allemagne                     |
| Le Bourreau chez lui The Hangman at Home | Michelle et Uri Kranot                                         | Canada, Danemark et France    |

## Programmes spéciaux
- Moustapha Alassane, cinéaste du possible - Hommage à l'animation du continent africain de Christian Lelong et Maria Silva Bazzoli,  Niger et  France

### Hommage à l'animation du continent africain
| Titre                                                   | Réalisation                          | Année | Pays                                         |
| ------------------------------------------------------- | ------------------------------------ | ----- | -------------------------------------------- |
| Lady Buckit and the Motley Mopsters                     | Adebisi Adetayo                      | 2020  | Nigeria                                      |
| Mshini TV                                               |                                      |       |                                              |
| Freak the Fxxk Out                                      | Kanso Ogbolu                         | 2018  | Nigeria                                      |
| Squeers                                                 | Wendy Spinks                         | 2016  | Afrique du Sud                               |
| Bru & Boogie - Feelin' It                               | Mike Scott                           | 2016  | Afrique du Sud                               |
| Bru & Boogie: The Movie                                 | Mike Scott                           | 2019  | Afrique du Sud                               |
| Bru & Boogie - Perfect Cycle                            | Mike Scott                           | 2020  | Afrique du Sud                               |
| Ringa Mzansi - Talk South Africa                        | Lwazi Msipha                         | 2020  | Afrique du Sud                               |
| Over Stimulated                                         | Ruben Rosochacki                     | 2019  | Afrique du Sud                               |
| Monster of the Web                                      | Ramy Elgabry                         | 2016  | Égypte                                       |
| S.C.U.M II: Cyborg Crisis                               | Daniel Ebow Coker                    | NC    | Ghana                                        |
| Isolated                                                | Brian K. Tarus                       | 2018  | Kenya                                        |
| Blackout                                                | Chris Bonani                         | NC    | Afrique du Sud                               |
| Fowl Goblin                                             | Samantha Nortje                      | 2019  | Afrique du Sud                               |
| Flower                                                  | Kwame Selarme Dogoe                  | 2017  | Ghana                                        |
| FTFO presents 36,000 Feet                               | Kanso Ogbolu                         | 2019  | Nigeria                                      |
| FTFO                                                    | Kanso Ogbolu                         | 2019  | Nigeria                                      |
| My Child: Teenage Mutant Azanians (Épisodes 1 à 3)      | Nick Wilson et Peter Heaney          | 2013  | Afrique du Sud                               |
| Trevor Noah Gets Animated (There's a Gupta On My Stoep) | Nick Wilson et Thinus Van Rooyen     | NC    | Afrique du Sud                               |
| Right 2 Know #HandsOFFOurInternet                       | Nick Wilson et Thinus Van Rooyen     | NC    | Afrique du Sud                               |
| William Kentridge, œuvres choisies                      |                                      |       |                                              |
| Sobriety, Obesity and Growing Old                       | William Kentridge                    | 1991  | Afrique du Sud                               |
| Felix in Exile                                          | William Kentridge                    | 1994  | Afrique du Sud                               |
| History of the Main Complaint                           | William Kentridge                    | 1996  | Afrique du Sud                               |
| Stereoscope                                             | William Kentridge                    | 1999  | Afrique du Sud                               |
| Tide Table                                              | William Kentridge                    | 2003  | Afrique du Sud                               |
| Other Faces                                             | William Kentridge                    | 2011  | Afrique du Sud                               |
| Ubu Tells the Truth                                     | William Kentridge                    | 1997  | Afrique du Sud                               |
| Journey to the Moon                                     | William Kentridge                    | 2003  | Afrique du Sud                               |
| Tango for Page Turning                                  | William Kentridge                    | 2012  | Afrique du Sud                               |
| Aujourd'hui, l'animation africaine                      |                                      |       |                                              |
| Because You're Gorgeous                                 | Brent Dawes                          | 2007  | Afrique du Sud                               |
| The Tale of How                                         | The Blackheart Gang                  | 2006  | Afrique du Sud                               |
| Black Barbie                                            | Comfort Arthur                       | 2016  | Ghana                                        |
| 'n Gewone blou Maandagoggend                            | Naomi Van Niekerk                    | 2014  | Afrique du Sud                               |
| Hisab                                                   | Ezra Wube                            | 2011  | Éthiopie                                     |
| Azumah: The Ghanaian Hero                               | Nii Ofei-Kyei Dodoo                  | 2018  | Ghana                                        |
| Arid                                                    | Charl Van Der Merwe                  | 2016  | Afrique du Sud                               |
| Machini                                                 | Frank Mukunday et Trésor Tshibangu   | 2019  | République démocratique du Congo et Belgique |
| 3 Teaspoons of Sugar                                    | Tshepo P. Maaka et Kabelo Maaka      | 2019  | Afrique du Sud                               |
| My Mamma Is Bossies                                     | Naomi Van Niekerk                    | 2017  | Afrique du Sud                               |
| Belly Flop                                              | Jeremy Collins et Kelly Dillon       | 2018  | Afrique du Sud                               |
| Carte blanche, Le Grand Maghreb Animé                   |                                      |       |                                              |
| L'Ambouba                                               | Nadia Raïs                           | 2009  | Tunisie                                      |
| Diaspora                                                | Alaeddin Abou Taleb                  | 2015  | Tunisie                                      |
| Hors cadre                                              | Anass Doujdid                        | 2019  | Maroc                                        |
| Hoffili                                                 | Lotfi Mahfoudh                       | 2012  | Tunisie                                      |
| Voyage vers l'éternel                                   | Aziz Oumoussa et Saber Shouli        | 2007  | Maroc                                        |
| Mririda                                                 | Fatima-Azahra Rhaffar                | NC    | Maroc                                        |
| Fade                                                    | Alaeddin Abou Taleb                  | 2018  | Tunisie                                      |
| Soulika                                                 | Aziz Oumoussa                        | 2016  | Maroc                                        |
| Ayam                                                    | Sofia El Khyari                      | 2019  | Royaume-Uni, Maroc                           |
| Best of Fupitoons Festival                              |                                      |       |                                              |
| Hatch                                                   | NC                                   | NC    | Afrique du Sud                               |
| Farah's Song                                            | NC                                   | NC    | Égypte                                       |
| Surprise: A Christmas Story                             | Chimezie Nwagbo                      | 2018  | Nigeria                                      |
| Hadidance                                               | Luke Viljoen                         | 2019  | Afrique du Sud                               |
| Tinsel Township Christmas Tale                          | Collectif                            | 2018  | Afrique du Sud                               |
| Majitu                                                  | Mary Waireri                         | 2019  | Kenya                                        |
| Garbage Boy and Trash Can                               | Moshood Ridwan                       | 2018  | Nigeria                                      |
| Intergalactic Ice-Cream                                 | Howard Fyvie et Andrew John Phillips | 2020  | Afrique du Sud                               |
| Especial: Um Presente                                   | Nildo Essa                           | NC    | Mozambique                                   |
| The Legend of Bababongo                                 | NC                                   | NC    | Ghana                                        |
| Letter to Dyslexia                                      | Vernon François                      | 2017  | Kenya                                        |
| A Kalabandaa Ate My Homework                            | Raymond Malinga                      | 2017  | Ouganda                                      |
| Orisha's Journey                                        | Abdul Ndadi                          | 2014  | États-Unis                                   |
| Decaf                                                   | Collectif                            | 2019  | Afrique du Sud                               |
| A Little Bird Told Me the ABC                           | NC                                   | 2019  | Afrique du Sud                               |
| Kitwana's Journey                                       | Ng'endo Mukii                        | 2019  | Kenya                                        |
| Taavi                                                   | Collectif                            | 2018  | Afrique du Sud                               |
| Boxed! - Épisode 3                                      | NC                                   | NC    | Nigeria                                      |
| Super Sema                                              | NC                                   | 2021  | Kenya                                        |
| Mike and Rob                                            | NC                                   | NC    | Afrique du Sud                               |
| À l'ombre des pyramides…                                |                                      |       |                                              |
| Un, deux, trois…                                        | NC                                   | NC    | France et Égypte                             |
| Mafish fayda                                            | Hatem Farid                          | 2008  | Égypte                                       |
| El difaa el watani                                      | NC                                   | NC    | Égypte                                       |
| Tête dure                                               | NC                                   | NC    | Égypte                                       |
| Bukra Fil Mish Mish                                     | Tal Michael                          | 2019  | France et Israël                             |

### Midnight Specials
| Titre                                             | Réalisation                        | Année | Pays                    |
| ------------------------------------------------- | ---------------------------------- | ----- | ----------------------- |
| Canvas                                            | Ryan Guitterman                    | 2021  | États-Unis              |
| America: The Motion Picture                       | Matt Thompson                      | 2021  | États-Unis              |
| The Spine of Night                                | Philip Gelatt et Morgan Galen King | 2021  | États-Unis              |
| WTF 2021                                          |                                    |       |                         |
| Satellite Jockey - Paix sociale                   | Rémi Richarme                      | 2021  | France                  |
| Throat Notes                                      | Felix Colgrave                     | 2020  | Australie               |
| Tarantino by Victor Haegelin                      | Victor Haegelin                    | 2020  | France                  |
| Fruit                                             | Ivan Li                            | 2020  | Canada                  |
| Yello - Out of Sight                              | Dirk Koy                           | 2020  | Suisse                  |
| Merenneito purnukassa                             | Tomi Malkki                        | NC    | Finlande                |
| Peegoo Pigeon                                     | Adrian Au Tak Fung                 | 2021  | Malaisie                |
| Pandiculation                                     | Jakob Eiring et Konrad Hjemli      | 2020  | Norvège                 |
| The Dip                                           | Simona Mehandzheiva                | 2020  | Royaume-Uni et Bulgarie |
| Releasing Spell                                   | Markéta Magidová                   | 2021  | Tchéquie                |
| Klitclique - Zu Zweit                             | Anna Spanlang                      | 2020  | Autriche                |
| Sexy Sushi                                        | Calleen Koh                        | 2020  | Singapour               |
| Into the Cutzone                                  | Niklas Wolff                       | NC    | Allemagne               |
| The New Word - Variations on Stay-Home Activities | Ning Hong et Xiaofeng Zhao         | 2020  | Chine                   |
| How I Got Applauded                               | Baris Cavusoglu                    | 2020  | États-Unis              |
| A.C.T. Madrid - Infected                          | Alfonso Moreno                     | 2020  | États-Unis et Espagne   |
| High Pressure Business Deer!                      | Eoin Duffy                         | 2020  | Canada                  |
| Run The Jewels - Yankee and the Brave             | Sean Solomon                       | 2020  | États-Unis              |

### Annecy Classics
| Titre                        | Réalisation       | Année | Pays       |
| ---------------------------- | ----------------- | ----- | ---------- |
| Bubble Bath                  | György Kovásznai  | 1980  | Hongrie    |
| Claydream                    | Marq Evans        | 2021  | États-Unis |
| Le Fils de la jument blanche | Marcell Jankovics | 1981  | Hongrie    |

### Annecy s'anime
| Titre                                   | Réalisation                  | Année | Pays                    |
| --------------------------------------- | ---------------------------- | ----- | ----------------------- |
| Le Tour du monde en quatre-vingts jours | Samuel Tourneux              | 2021  | France                  |
| Pierre Lapin 2 : Panique en ville       | Will Gluck                   | 2021  | États-Unis et Australie |
| Les Croods 2 : Une Nouvelle ère         | Joel Crawford                | 2021  | États-Unis              |
| Ainbo, princesse d'Amazonie             | Richard Claus et Jose Zelada | 2021  | Pérou                   |

## Palmarès

### Courts métrages
| Prix                                        | Attribué à                                                      | Pays                         |
| ------------------------------------------- | --------------------------------------------------------------- | ---------------------------- |
| Cristal d'Annecy                            | Écorce de Samuel Patthey et Sylvain Monney                      | Suisse                       |
| Prix du jury                                | Easter Eggs de Nicolas Keppens                                  | Belgique, France et Pays-Bas |
| Mention du jury                             | L'Art dans le sang - Affairs of the Art de Joanna Quinn         | Royaume-Uni et Canada        |
| Prix Jean-Luc Xiberras de la première œuvre | Hold Me Tight de Mélanie Robert                                 | Belgique et France           |
| Prix du film Off-Limits                     | Tunable Mimoid de Vladimir Todorovic                            | Australie                    |
| Prix Jeune public                           | Kiko et les Animaux de Yawen Zheng                              | France et Suisse             |
| Prix du jury junior                         | People in Motion de Christoph Lauenstein et Wolfgang Lauenstein | Allemagne                    |
| Prix Sacem de la musique originale          | Le Réveil des insectes de Stéphanie Lansaque et François Leroy  | France                       |

### Longs métrages
| Prix                               | Attribué à                                            | Pays                               |
| ---------------------------------- | ----------------------------------------------------- | ---------------------------------- |
| Cristal du long métrage            | Flee de Jonas Poher Rasmussen                         | France, Danemark, Norvège et Suède |
| Prix du jury                       | Ma famille afghane de Michaela Pavlatova              | Tchéquie et France                 |
| Mention du jury                    | La Traversée de Florence Miailhe                      | France, Allemagne et Tchéquie      |
| Prix Contrechamp                   | Bob Cuspe - Nós Não Gostamos de Gente de César Cabral | Brésil                             |
| Mention du jury Contrechamp        | Archipel de Félix Dufour-Laperrière                   | Canada                             |
| Prix Sacem de la musique originale | Flee de Jonas Poher Rasmussen                         | France, Danemark, Norvège et Suède |
| Prix Fondation Gan à la diffusion  | Flee de Jonas Poher Rasmussen                         | France, Danemark, Norvège et Suède |

### Films de télévision et de commande
| Prix                                  | Attribué à                                                   | Pays             |
| ------------------------------------- | ------------------------------------------------------------ | ---------------- |
| Cristal pour une production TV        | Vanille de Guillaume Lorin                                   | France et Suisse |
| Cristal pour un film de commande      | A Little Too Much - Kai de Martina Scarpelli                 | États-Unis       |
| Prix du jury pour une série TV        | Japan Sinks 2020 - The Beginning of the End de Masaaki Yuasa | Japon            |
| Prix du jury pour un spécial TV       | Maman pleut des cordes de Hugo de Faucompret                 | France           |
| Prix du jury pour un film de commande | Hjelp, vi har en blind pasient de Robin Jensen               | Norvège          |

### Films de fin d'études
| Prix                            | Attribué à                                                                                                | Pays             |
| ------------------------------- | --- | ---------------- |
| Cristal du film de fin d'études | Hippocampus de Zehao Li                                                                                   | Chine            |
| Prix du jury                    | Avant de Marcell Mostoha                                                                                  | Hongrie          |
| Mention du jury                 | La Confiture de papillons de Shih-Yen Huang                                                               | France et Taïwan |
| Prix du jury junior             | Mon ami qui brille dans la nuit de Grégoire De Bernouis, Jawed Boudaoud, Simon Cadilhac et Hélène Ledevin | France           |

### VR
| Prix                             | Attribué à                       | Pays                          |
| -------------------------------- | -------------------------------- | ----------------------------- |
| Cristal de la meilleure œuvre VR | Remplacements de Jonathan Hagard | Allemagne, Indonésie et Japon |

### Autres prix
| Prix                                             | Attribué à                                       | Pays                         |
| ------------------------------------------------ | ------------------------------------------------ | ---------------------------- |
| Prix de la Ville d'Annecy                        | Clara with a Mustache de Ilir Blakcori           | Kosovo                       |
| Prix Canal+ Jeunesse                             | Un caillou dans la chaussure de Éric Montchaud   | France et Suisse             |
| Prix Youtube                                     | Wochenbett de Henriette Rietz                    | Allemagne                    |
| Prix André-Martin pour un court métrage français | Maalbeek de Ismaël Joffroy-Chandoutis            | France                       |
| Prix André-Martin pour un long métrage français  | L'Extraordinaire Voyage de Marona de Anca Damian | Roumanie, France et Belgique |
| Prix Festivals Connexion                         | Bête - Bestia de Hugo Covarrubias                | Chili                        |
| Prix Fipresci                                    | Angakuksajaujuq de Zacharias Kunuk               | Canada                       |